# Francisco de Paula Entrala
Francisco de Paula Entrala (f. 1882) fue un escritor español del siglo XIX.

## Biografía
Novelista granadino, dirigió en 1865 el Semanario Popular en Madrid. También colaboró en La América, El Teatro y otras publicaciones periódicas. Falleció en Manila en 1882.